# Miguel Sabah
Miguel Sabah Rodríguez (ur. 14 listopada 1979 w Cancún) – meksykański piłkarz pochodzenia palestyńskiego występujący na pozycji napastnika, reprezentant Meksyku.

## Kariera klubowa
Sabah, syn Palestyńczyka i Meksykanki, jest wychowankiem akademii juniorskiej klubu Chivas de Guadalajara. Do pierwszej drużyny został włączony jako dwudziestolatek przez szkoleniowca Hugo Hernándeza i w meksykańskiej Primera División zadebiutował 12 sierpnia 2000 w przegranym 1:2 meczu z Cruz Azul. Nie potrafił sobie jednak wywalczyć pewnego miejsca w wyjściowej jedenastce i przez następne kilkanaście miesięcy grał wyłącznie w drugoligowych rezerwach Chivas – Nacional de Tijuana. W pierwszym zespole zaczął częściej występować dopiero wiosną 2002, wtedy także strzelając premierowego gola w najwyższej klasie rozgrywkowej; 3 lutego 2002 w wygranej 1:0 konfrontacji z Necaxą. Podczas wiosennego sezonu Clausura 2004 zdobył z drużyną Chivas tytuł wicemistrza kraju, zaś w styczniu 2005 zajął z nią drugie miejsce w rozgrywkach kwalifikacyjnych do Copa Libertadores – InterLidze. Przez blisko sześcioletni pobyt w tym klubie pełnił jednak przeważnie rolę rezerwowego, mając sporą konkurencję w linii ataku w postaci graczy takich jak Omar Bravo, Jair García czy Adolfo Bautista.
Wiosną 2006 Sabah przeszedł do zespołu Cruz Azul ze stołecznego mieście Meksyk. Tam szybko został podstawowym zawodnikiem drużyny, podczas sezonu Clausura 2008 zdobywając z nią wicemistrzostwo kraju. Sukces ten powtórzył również pół roku później, podczas jesiennych rozgrywek Apertura 2008. Ogółem w Cruz Azul spędził trzy lata jako kluczowy zawodnik linii ataku i najczęściej będąc czołowym strzelcem ligi meksykańskiej. W styczniu 2009 został zawodnikiem ekipy Monarcas Morelia, gdzie także wywalczył sobie niepodważalne miejsce w wyjściowym składzie i w 2010 roku triumfował z prowadzonym przez Tomása Boya zespołem w rozgrywkach SuperLigi, z czterema golami zostając wówczas królem strzelców turnieju. W sezonie Clausura 2011, wciąż będąc podstawowym graczem drużyny, zdobył natomiast już czwarty w swojej karierze tytuł wicemistrza kraju. Barwy Morelii reprezentował łącznie przez cztery lata i jest uznawany za jedną z najważniejszych postaci w nowoczesnej historii klubu – zajmuje trzecie miejsce w klasyfikacji najlepszych strzelców w historii zespołu (wyprzedzają go tylko Marco Antonio Figueroa i Alex Fernandes).
W styczniu 2013 Sabah powrócił do swojego macierzystego Chivas de Guadalajara, gdzie spędził nieudany rok, mimo regularnych występów nie potrafiąc nawiązać do swoich osiągnięć strzeleckich z Cruz Azul i Morelii. Bezpośrednio po tym zasilił ekipę ówczesnego mistrza kraju – Club León, przywdziewając nietypowy jak na napastnika numer 1 na koszulce. W wiosennym sezonie Clausura 2014 wywalczył z zespołem prowadzonym przez trenera Gustavo Matosasa jedyny w swojej karierze tytuł mistrza Meksyku, regularnie pojawiając się na ligowych boiskach. Mimo częstej gry, zwykle pełnił jednak rolę rezerwowego dla czołowego napastnika ligi i kapitana zespołu – Mauro Bosellego. W sezonie Apertura 2015 dotarł z Leónem do finału krajowego pucharu – Copa MX, jednak jako głęboki rezerwowy bezpośrednio po tym sukcesie został wystawiony na listę transferową. Nie mogąc znaleźć nowego pracodawcy, wraz z końcem roku zdecydował się zakończyć karierę w wieku 36 lat.

## Kariera reprezentacyjna
Dysponujący podwójnym obywatelstwem Sabah kilkakrotnie otrzymywał propozycję gry dla reprezentacji Palestyny, jednak zadeklarował, iż zamierza reprezentować barwy reprezentacji Meksyku. W kadrze narodowej swojego kraju zadebiutował za kadencji selekcjonera Javiera Aguirre, 10 czerwca 2009 w wygranym 2:1 spotkaniu z Trynidadem i Tobago w ramach eliminacji do Mistrzostw Świata 2010. W tym samym roku znalazł się w składzie na Złoty Puchar CONCACAF, gdzie był podstawowym piłkarzem swojej drużyny, rozgrywając wszystkie sześć meczów. Ponadto 9 lipca 2009, w zremisowanym 1:1 meczu fazy grupowej z Panamą, zdobył swojego premierowego gola w kadrze narodowej, a później wpisywał się na listę strzelców jeszcze trzykrotnie; w konfrontacji grupowej z Gwadelupą (2:0) oraz w dwa razy w ćwierćfinale z Haiti (4:0). Dzięki temu z czterema golami na koncie wywalczył tytuł króla strzelców tamtej edycji Złotego Pucharu, a Meksykanie triumfowali ostatecznie w tamtych rozgrywkach po pokonaniu w finale USA (5:0).
Sabah sześciokrotnie pojawiał się również na boiskach podczas eliminacji do Mistrzostw Świata 2010, zdobywając bramkę w konfrontacji z USA (2:1). Jego kadra zdołała ostatecznie zakwalifikować się na południowoafrykański mundial, a on sam był bliski powołania na światowy czempionat, lecz nie znalazł się w składzie z powodu kontuzji. Ogółem swój bilans reprezentacyjny zamknął na siedemnastu rozegranych meczach, w których pięciokrotnie wpisywał się na listę strzelców.

## Statystyki kariery

### Klubowe
| Guadalajara | 2000–2001 | Meksyk | Liga MX    | 1   | 0   | –  | – | –            | –  | – | 1   | 0   |
| Tijuana     | 2000–2001 | Meksyk | Ascenso MX | 28  | 6   | –  | – | –            | –  | – | 28  | 6   |
| Guadalajara | 2001–2002 | Meksyk | Liga MX    | 16  | 3   | –  | – | –            | –  | – | 16  | 3   |
| Guadalajara | 2002–2003 | Meksyk | Liga MX    | 14  | 0   | –  | – | –            | –  | – | 14  | 0   |
| Guadalajara | 2003–2004 | Meksyk | Liga MX    | 29  | 10  | 2  | 0 | –            | –  | – | 31  | 10  |
| Guadalajara | 2004–2005 | Meksyk | Liga MX    | 18  | 5   | 4  | 0 | CL           | 1  | 0 | 23  | 5   |
| Guadalajara | 2005–2006 | Meksyk | Liga MX    | 8   | 0   | –  | – | –            | –  | – | 8   | 0   |
| Cruz Azul   | 2005–2006 | Meksyk | Liga MX    | 15  | 3   | 1  | 0 | –            | –  | – | 16  | 3   |
| Cruz Azul   | 2006–2007 | Meksyk | Liga MX    | 35  | 16  | 3  | 1 | –            | –  | – | 38  | 17  |
| Cruz Azul   | 2007–2008 | Meksyk | Liga MX    | 34  | 19  | 1  | 0 | –            | –  | – | 35  | 19  |
| Cruz Azul   | 2008–2009 | Meksyk | Liga MX    | 20  | 4   | –  | – | LM           | 8  | 2 | 28  | 6   |
| Morelia     | 2008–2009 | Meksyk | Liga MX    | 17  | 11  | 2  | 0 | –            | –  | – | 19  | 11  |
| Morelia     | 2009–2010 | Meksyk | Liga MX    | 29  | 15  | –  | – | CL           | 3  | 0 | 32  | 15  |
| Morelia     | 2010–2011 | Meksyk | Liga MX    | 33  | 11  | –  | – | SL           | 5  | 4 | 38  | 15  |
| Morelia     | 2011–2012 | Meksyk | Liga MX    | 36  | 18  | –  | – | LM           | 6  | 3 | 42  | 21  |
| Morelia     | 2012–2013 | Meksyk | Liga MX    | 17  | 9   | –  | – | –            | –  | – | 17  | 9   |
| Guadalajara | 2012–2013 | Meksyk | Liga MX    | 15  | 3   | –  | – | –            | –  | – | 15  | 3   |
| Guadalajara | 2013–2014 | Meksyk | Liga MX    | 10  | 0   | 6  | 2 | –            | –  | – | 16  | 2   |
| León        | 2013–2014 | Meksyk | Liga MX    | 15  | 5   | –  | – | CL           | 4  | 0 | 19  | 5   |
| León        | 2014–2015 | Meksyk | Liga MX    | 25  | 6   | –  | – | LM           | 2  | 0 | 27  | 6   |
| León        | 2015–2016 | Meksyk | Liga MX    | 4   | 1   | 7  | 4 | –            | –  | – | 11  | 5   |
| Ogółem      | Ogółem    | Ogółem | Ogółem     | 419 | 145 | 26 | 7 | CL + LM + SL | 29 | 9 | 474 | 161 |

- CL – Copa Libertadores
- LM – Liga Mistrzów CONCACAF
- SL – SuperLiga

### Reprezentacyjne
| Meksyk | Meksyk | 2009   | 2 | 0 | 6 | 1 | ZP | 6 | 4 | 14 | 5 |
| Meksyk | Meksyk | 2010   | 2 | 0 | – | – | –  | – | – | 2  | 0 |
| Meksyk | Meksyk | 2011   | – | – | – | – | –  | – | – | 0  | 0 |
| Meksyk | Meksyk | 2012   | 1 | 0 | – | – | –  | – | – | 1  | 0 |
| Ogółem | Ogółem | Ogółem | 5 | 0 | 6 | 1 | ZP | 6 | 4 | 17 | 5 |

- ZP – Złoty Puchar CONCACAF